# Deividas Sirvydis
Deividas Sirvydis (ur. 10 czerwca 2000 w Wilnie) – litewski koszykarz, występujący na pozycjach rzucającego obrońcy lub niskiego skrzydłowego, od 2023 zawodnik 7bet-Lietkabelis Poniewież.
W 2019 reprezentował Detroit Pistons, podczas rozgrywek letniej ligi NBA.
Jego ojciec – Virginijus Sirvydis był także koszykarzem, mistrzem Rosji i Ligi Północnoeuropejskiej z 2001.
31 lipca 2021 został zwolniony przez Detroit Pistons. 25 października 2021 dołączył do Motor City Cruise. 26 grudnia 2021 zawarł 10-dniową umowę z Detroit Pistons. 5 stycznia 2022 został ponownie przypisany do zespołu Motor City Cruise.

## Osiągnięcia
Stan na 13 września 2023, na podstawie, o ile nie zaznaczono inaczej.

### Drużynowe
- Wicemistrz Litwy (2019, 2020)
- Zdobywca Pucharu Litwy (2019)
- Finalista Pucharu Litwy (2020)
- Mistrz turnieju EB Adidas Next Generation Tournament (2018)

### Indywidualne
- MVP turnieju Next Generation Tournament (2018)

### Reprezentacja
Seniorska
- Uczestnik mistrzostw świata (2023 – 6. miejsce)[9]

Młodzieżowe
- Wicemistrz Europy U–16 (2016)
- Uczestnik mistrzostw Europy U–18 (2018 – 5. miejsce)